# Giorgia Lo Bue
Giorgia Lo Bue   (Palerm, 20 de febrer de 1994) és una piragüista italiana. Durant el campionat mundial de rem de 2018 a Plòvdiv, Bulgària, es va convertir en campiona del món.